# Bosc-Bénard-Commin
Bosc-Bénard-Commin is een plaats en voormalige gemeente in het Franse departement Eure in de regio Normandië en telt 300 inwoners (2004). De plaats maakt deel uit van het arrondissement Bernay.

## Geschiedenis
De gemeente fuseerde op 1 januari 2016 met Bourgtheroulde-Infreville en Thuit-Hébert tot de commune nouvelle Grand Bourgtheroulde.

## Geografie
De oppervlakte van Bosc-Bénard-Commin bedraagt 4,2 km², de bevolkingsdichtheid is 71,4 inwoners per km².
De onderstaande kaart toont de ligging van Bosc-Bénard-Commin met de belangrijkste infrastructuur en aangrenzende gemeenten.

## Demografie
Onderstaande figuur toont het verloop van het inwonertal (bron: INSEE-tellingen).